# Unital FC
A Unital Futebol Clube é uma equipa de futebol de Díli, Timor-Leste. Representa a Universidade Oriental de Timor Lorosa'e (UNITAL).
Disputa atualmente a segunda divisão do Campeonato Timorense de Futebol Feminino.

## Participação em Competições

### Liga Timorense Feminina
- Liga Feto Timor de 2020 - 11º colocado
- Liga Feto Timor de 2021 - Segunda Divisão - 4º colocado
- Liga Feto Timor de 2022-23 - Segunda Divisão - em breve

### Copa Timorense Feminina
- Taça Rosa de 2022 - Semifinalista